# 佐伯真魚
佐伯 真魚（さえき まお）は、日本のピアニスト・音楽指導者。

## 概要
社団法人日本演奏連盟会員、社団法人全日本ピアノ指導者協会正会員、尚美学園ピアノ科講師。　
東京都目黒区出身。桐朋女子高等学校音楽科〜桐朋学園大学ピアノ科卒業。1990年ヤマハEF講師プレイヤー大会金賞受賞。父親は元プロ野球選手で、東映フライヤーズの正捕手を務めていた鈴木圭一郎。

## 活動

### 劇伴・作曲／編曲分野作品
- 『湘南純愛組<1>』

湘南純愛組!（Vアニメ）徳間ジャパンコミュニケーションズ
- 『仁義<2>』

JINGI 仁義（Vシネマ）徳間ジャパンコミュニケーションズ
- 『革命に踊るパリ』 劇団ノルテ公演
- 『シベリアの夕焼け』 主演：松島トモ子・チャリティーミュージカル
- 『雪にもめげず咲く梅の』 主演：楠トシエ・チャリティーミュージカル

### 出演ドラマ番組
- 『上条麗子の事件簿』（TBS） 出演：真野あずさ、船越英一郎、江藤潤、北原佐和子 他
- 『魂萌え!』（NHK）出演：高畑淳子、村井国夫、大和田伸也　他
- 『派遣のオスカル』（NHK）出演：田中麗奈、徳井義実、朝海ひかる、平泉成 他
- 「恋うたドラマスペシャル 三日月～第一夜」（TBS系）成海璃子、田中圭、他 ピアノ演奏・指導
- 「能楽師マリー・アントワネットを舞う」（BS朝日）人間国宝／梅若実 玄祥　他

### 演奏歴
- 『古澤巌ダンシングフィドル』
2000年〜バンドメンバーとしてオーチャードホール、青山Blue Note Tokyoをはじめ　全国各地で演奏
- 『王妃様のお誕生会』〜マリー・アントワネット曲集とともに〜
2011年〜サロンコンサートシリーズ
- 『THE PARTY』
2013年〜チェロとピアノのデュオコンサートシリーズ

### 出版物（中央アート出版社）
- 『CD付き　こどもためのピアノアレンジ曲集』[2]
- 『コードで弾くポピュラージャズピアノ』1巻[3]・2巻[4]
- 『ウエディングラヴソング』全4巻
  - ベストヒットセレクション（CD付き）[5]
  - ドリカムセレクション（CD付き）[6]
  - ベストヒットピアノソロ[7]
  - ドリカムピアノソロ[8]
- 『こどものためのピアノアレンジ曲集』[9]
- 『大人のピアノ時間〜ゴージャスコレクション〜1』[10]
- 『マリー・アントワネット曲集』（CD付）[11]